# تيم ديفيد
تيم ديفيد (16 مارس 1996 في سنغافورة - ) (بالإنجليزية: Tim David)‏ هو لاعب كريكت أسترالي. لعب مع Perth Scorchers ‏.

## وصلات خارجية
- تيم ديفيد على موقع إي آس بي آن كريك إنفو (الإنجليزية)